# Ancienne-Douane
Pour les articles homonymes, voir Ancienne douane.
L'édifice de l'Ancienne-Douane, situé au 150 rue Saint-Paul Ouest, au nord de la place Royale à Montréal, fait aujourd'hui partie du complexe muséal Pointe-à-Callière, cité d'archéologie et d'histoire de Montréal.

## Histoire

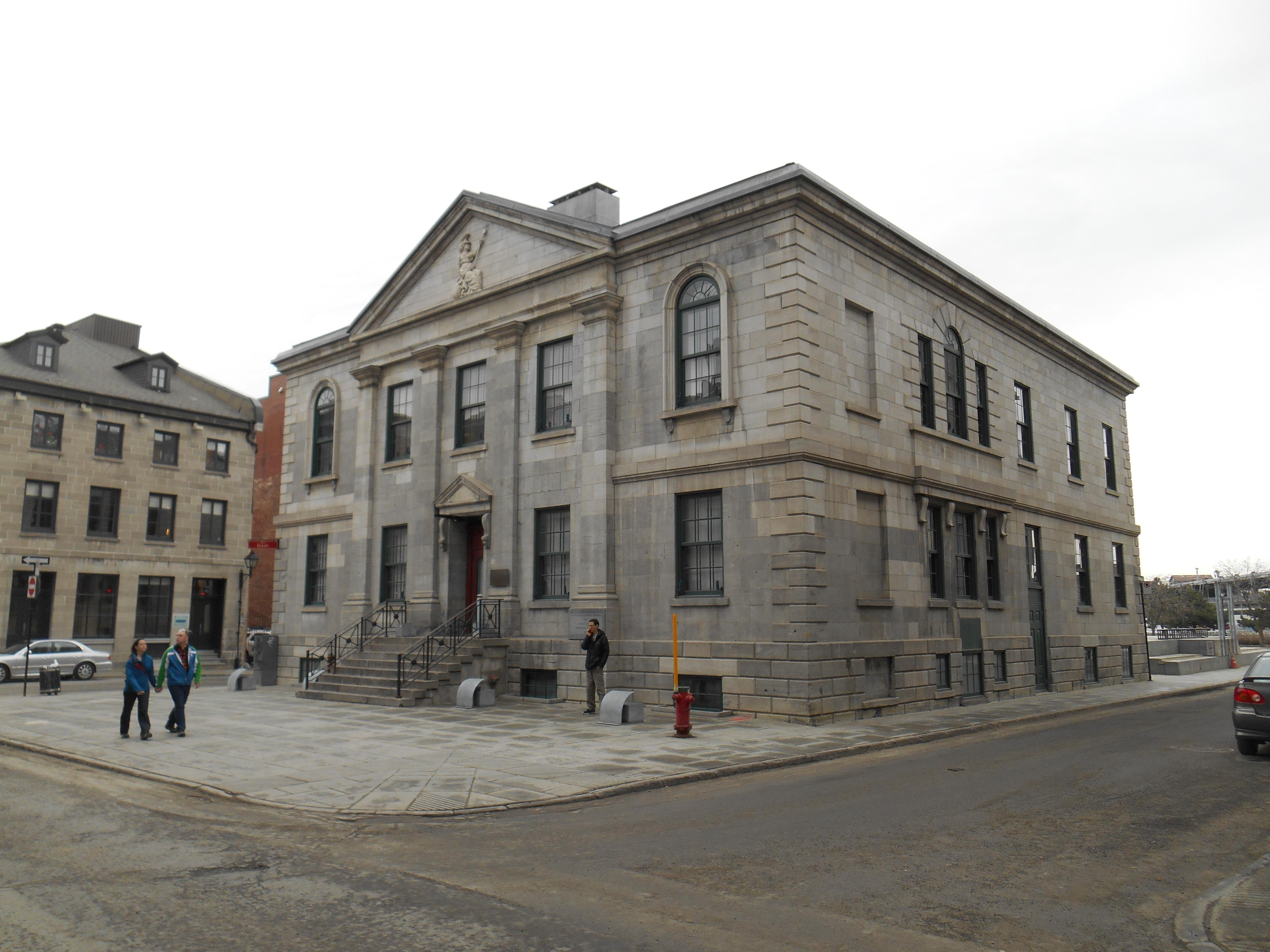
Façade arrière de l'Ancienne-Douane

L'Ancienne-Douane est située sur la première place publique cadastrée de Montréal en 1645. La place devient un marché en 1706. En 1839, elle est nommée Customs Square puis Place royale en 1881.
Sur la plaque apposée à l'édifice, on y lit ce qui suit : « Construite entre 1836 et 1838, l'ancienne douane est l'œuvre de John Ostell, l'un des plus importants architectes de ces années à Montréal. L'édifice de style palladien se distingue par son élégante façade ornée de pilastres et d'un large fronton. Situé face au fleuve, sur la vieille place du Marché, il soulignait l'essor commercial de Montréal et le nouveau rôle de la métropole. Le bâtiment abrita le service des douanes jusqu'en 1871 et conserva son harmonieuse apparence d'origine après d'importants travaux d'agrandissement en 1881-1882. » On peut imaginer l'agrandissement de l'édifice en le regardant de côté. Comme il devait être symétrique au départ, c'est l'espace de deux fenêtres qui a été ajouté au sud. Après la construction, un square orné d'une fontaine et d'une grille est ajouté devant le bâtiment.
L'édifice abrite d'abord la Inland Revenue Office. Devenue trop petite pour les besoins, l'Ancienne-Douane est reprise par le ministère du Revenu à partir de 1871 jusqu'en 1921. Différents organismes fédéraux se succèdent dans les lieux jusqu'en 1991 quand le gouvernement fédéral vend l'immeuble à la Ville de Montréal qui le cède à son tour au musée Pointe-à-Callière.
Il est reconnu comme un lieu historique national du Canada en 1997 et du Québec en 1999.

## Sources
- Laliberté, Pierre, Bruno Harel, Le Vieux-Montréal vu par Georges Delfosse, Montréal, Ville de Montréal, 1983, 76 p., p. 74.

## Notes

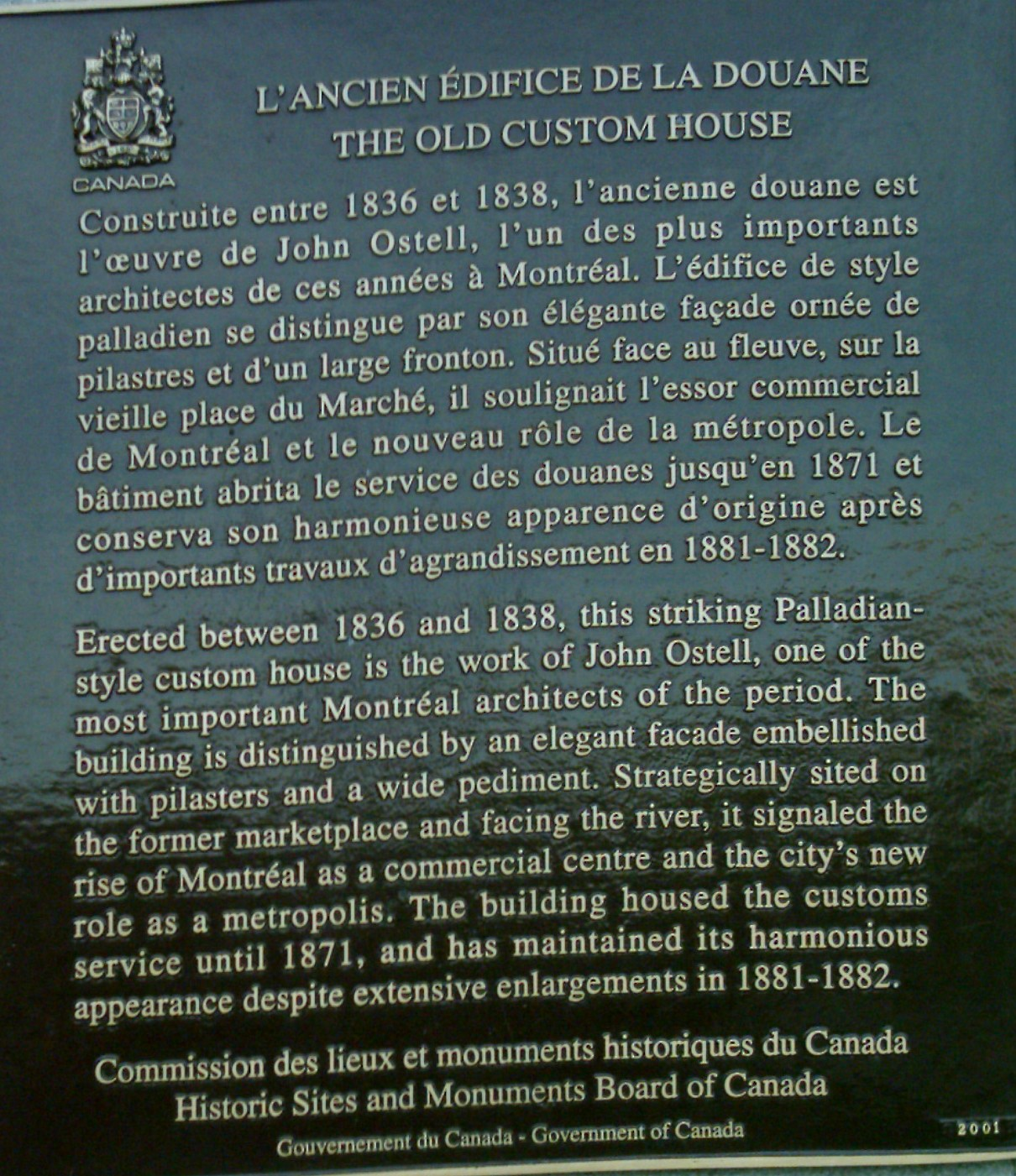
Plaque apposée à l'édifice
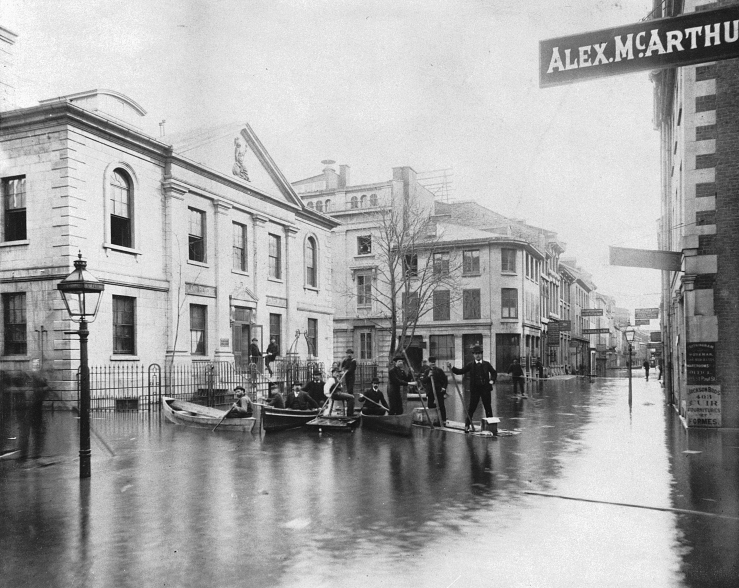
Square de la Douane, 1886
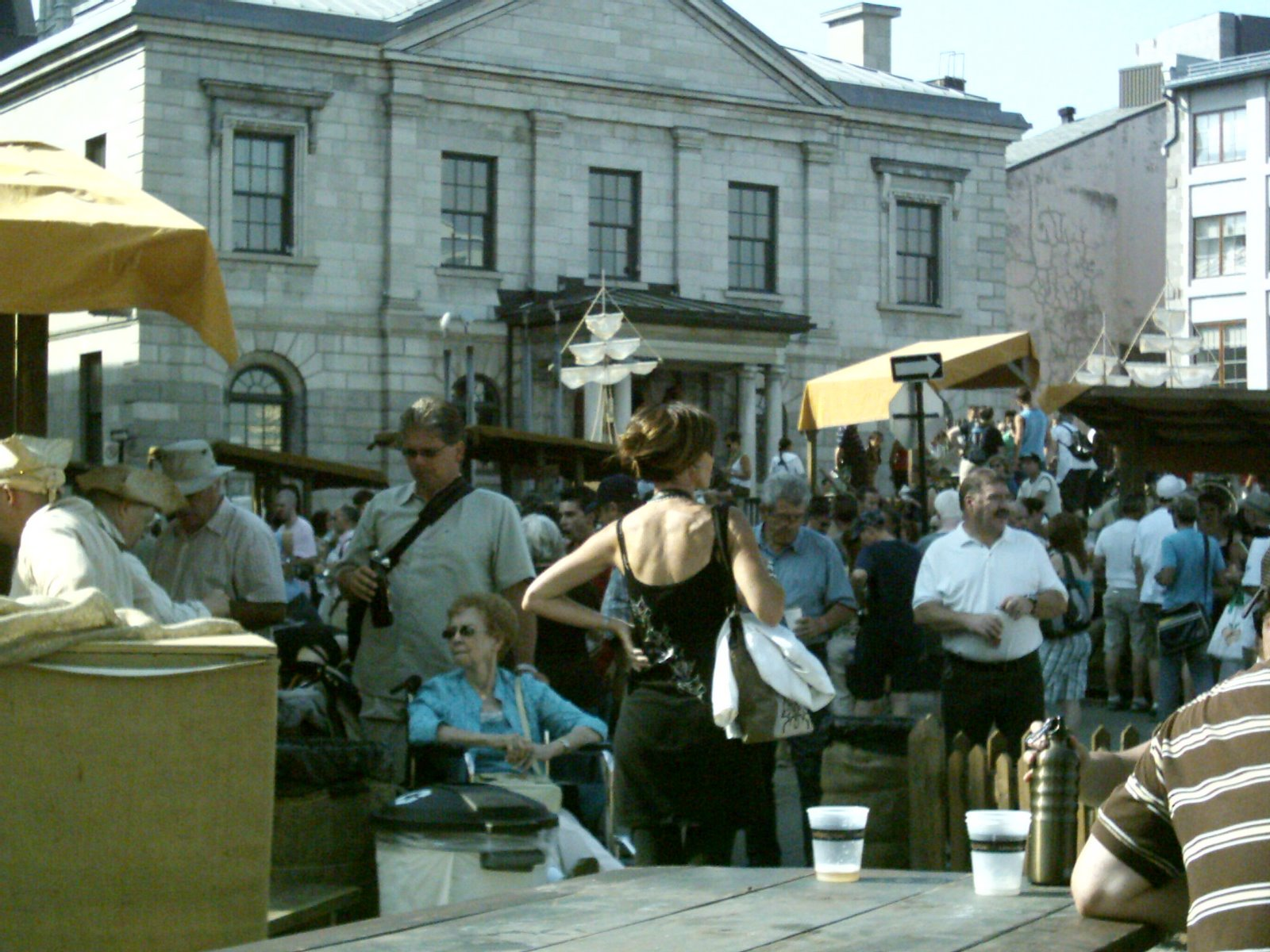
Pointe-à-Callière fait revivre la place du marché du XVIIIe siècle.